# Brose Arena
Brose Arena Bamberg (numele oficial: brose ARENA) este a treia cea mai mare arenă multifuncțională din Bavaria după Olympiahalle din München și Arena Nürnberger Versicherung din Nürnberg.

## Istoria
Drepturile legate de numele arenei, construite în 2001 și cunoscută anterior ca Forum Bamberg, au fost vândute lui Jako (un producător de îmbrăcăminte de sport de echipă) în martie 2006. În legătură cu acest lucru, lucrări de construcție au fost realizate pentru a extinde capacitatea de la 4.750 de locuri (6.850 pentru concerte) la 6.820 (aproape 8.000 pentru concerte). Lucrarea de modificare structurală, care a costat șase milioane de euro, a adus foaierul în față cu 20 de metri pentru a face loc pentru o nouă tribună spre nord. S-au creat, de asemenea, nouă boxe VIP pe latura de vest și o zonă de corporație învecinată. Aceasta are o suprafață de peste 600 de metri pătrați și poate aduna până la 700 de persoane.  Sub complex, există un centru comercial cu un supermarket mare și mai multe magazine și restaurante.
De la 1 octombrie 2010 până la 30 septembrie 2013, arena a fost numită după Stechert, producătorul de mobilier tubular. De la 1 octombrie 2013 a fost numită brose ARENA, după furnizor de automobile Brose. Împreună cu schimbarea numelui, orașul Bamberg a efectuat lucrări majore de întreținere și lucrări de construcții în valoare de aproximativ 2,5 milioane de euro. Acustica în interiorul arenei a fost îmbunătățită prin extinderea sistemului de difuzoare existent și instalarea pe pereți a unor placaje fonoabsorbante. Tehnologia video a fost modernizată prin achiziționarea unui cub video cu cea mai recentă tehnologie cu LED-uri și prin actualizarea rețelelor în întreaga clădire. Noile scaune și modernizarea zonei corporatiste au făcut o mare diferență la apariția brose ARENA Brose.

## Evenimente
brose ARENA din Bamberg este locul unde joacă meciurile de pe teren propriu echipa de baschet din Bundesliga (liga națională de baschet din Germania), Brose Baskets, echipă care concurează și în Euroligă și Eurocup. În sezonul 2009/10, arena a fost gazda echipei de volei VC Franken. În plus, brose ARENA este folosită ca loc pentru numeroase concerte și târguri, precum și pentru divertisment și evenimente corporatiste. În 2008, acesta a fost locul ales pentru cele două meciuri de box ale IBF World Championships și a meciului de tenis din Cupa Davis dintre Germania și Argentina. Universitatea din Bamberg folosește regulat arena pentru examenele de sfârșit de semestru, din cauza capacității sale mari. În 2013, la brose ARENA au avut loc concertele artiștilor Seeed, Sportfreunde Stiller, Bülent Ceylan, Cindy aus Marzahn și Michael Mittermeier. Peste 150 de evenimente au loc la arenă în fiecare an, la care participă un total de aproximativ 400.000 de oameni.